# Diocese de Quixadá
A Diocese de Quixadá (Dioecesis Quixadensis) é uma circunscrição eclesiástica da Igreja Católica, no estado do Ceará, sufragânea da Arquidiocese de Fortaleza.

## Histórico
A diocese foi criada em 13 de março de 1971 pela bula pontifícia Qui Summopere do Papa Paulo VI, sendo desmembrada da Arquidiocese de Fortaleza e solenemente instalada em 20 de agosto de 1971.
Está situada no centro do estado do Ceará, fazendo limites com as seguintes circunscrições eclesiásticas: Arquidiocese de Fortaleza, Diocese de Limoeiro do Norte, Diocese de Iguatu, Diocese de Crateús e Diocese de Sobral, com uma superfície de 13.874,2 km², abrangendo os municípios de Quixadá, Quixeramobim, Itatira, Boa Viagem, Madalena, Choró, Itapiúna, Capistrano, Ibaretama e Banabuiú com uma população de mais de trezentos mil habitantes.

## Bispos diocesanos
|        | Nome                     | Período   | Notas                     |
| Bispos | Bispos                   | Bispos    | Bispos                    |
| ------ | ------------------------ | --------- | ------------------------- |
| 4º     | Aurélio Pinto de Sousa   | 2023-     | Atual                     |
| 3º     | Angelo Pignoli           | 2007-2021 | Bispo emérito             |
| 2º     | Adelio Tomasin, P.S.D.P. | 1988-2007 |                           |
| 1º     | Joaquim Rufino do Rêgo   | 1971-1986 | Nomeado Bispo de Parnaíba |

## Paróquias e áreas pastorais
As paróquias são territórios eclesiásticos de uma Diocese, ou seja, são as comunidades de féis dentro do território Diocesano que estão sob o pastoreio de um pároco e que unidas formam a Diocese que é guiada pelo Bispo Diocesano.
Eis o que afirma o Código do Direito Canônico:
“Paróquia é uma determinada comunidade de fiéis, constituída estavelmente na Igreja particular, e seu cuidado pastoral é confiado ao pároco como a seu pastor próprio, sob a autoridade do Bispo diocesano”.» (Cân. 515 § 1º).
A Diocese de Quixadá conta em seu quadro território eclesiástico com vinte paróquias e duas áreas pastorais.
- Jesus, Maria e José - Catedral (Quixadá)
- São Francisco de Assis (Quixadá)
- Santa Teresinha do Menino Jesus e da Sagrada Face (Quixadá)
- São João Batista (Quixadá)
- Área Pastoral São José (Custódio - Quixadá)
- Santo Antônio de Pádua(Quixeramobim)
- São Miguel Arcanjo (São Miguel - Quixeramobim)
- São Francisco de Assis (Quixeramobim)
- Nossa Senhora do Perpétuo Socorro (Nenelândia - Quixeramobim)
- Menino Deus (Itatira)
- Nossa Senhora do Carmo (Lagoa do Mato - Itatira)
- Nossa Senhora da Boa Viagem (Boa Viagem)
- Nossa Senhora da Guia (Guia - Boa Viagem)
- Nossa Senhora de Fátima (Fátima - Boa viagem)
- Nossa Senhora da Imaculada Conceição (Madalena)
- São Sebastião (Choró)
- Nossa Senhora da Imaculada Conceição (Itapiúna)
- São José (Caio Prado - Itapiúna)
- Área Pastoral São Félix (Palmatória - Itapiúna)
- Nossa Senhora de Nazaré (Capistrano)
- Nossa Senhora Auxiliadora (Ibaretama)
- Nossa Senhora de Fátima (Banabuiú)
- Área Pastoral Senhora Santana (Dom Maurício - Quixadá)

## Organização pastoral
Desejando favorecer um melhor cuidado pastoral dos fiéis, mediante a ação comum de Paróquias vizinhas entre si, acolhendo as sugestões para a dinamização do Plano de Pastoral Orgânico, e considerando o termo canônico “vicariatos forâneos” dos Cânones 374 § 2 e 553 a 555 do Código de Direito Canônico para melhor designar as circunscrições pastorais em uma Diocese, foi constituído as Foranias na Diocese de Quixadá.

### Forania 1 – Quixadá
- Paróquia Nossa Senhora Auxiliadora – Ibaretama
- Paróquia São Francisco – Quixadá
- Paróquia Jesus, Maria e José – Quixadá
- Paróquia Santa Teresinha – Quixadá
- Paróquia de São João Batista – Quixadá
- Paróquia de São Sebastião – Choró
- Paróquia Nossa Senhora de Fátima – Banabuiú
- Área Pastoral do Custódio (São José) – Quixadá
- Área Pastoral de Dom Mauricio (Sant’Ana) – Quixadá

### Forania 2 – Quixeramobim
- Paróquia de Santo Antônio – Quixeramobim
- Paróquia São Francisco (Maravilha) – Quixeramobim
- Paróquia Nossa Senhora do Perpetuo Socorro (Nenelândia) – Quixeramobim
- Paróquia São Miguel – Quixeramobim

### Forania 3 – Itapiúna
- Paróquia Nossa Senhora da Conceição – Itapiúna
- Paróquia Nossa Senhora de Nazaré – Capistrano
- Paróquia São José – Itapiúna
- Área Pastoral São Félix (Palmatória) – Itapiúna

### Forania 4 – Madalena
- Paróquia Imaculada Conceição – Madalena
- Paróquia Nossa Senhora da Guia – Boa Viagem
- Paróquia Nossa Senhora da Boa Viagem – Boa Viagem
- Paróquia Nossa Senhora de Fátima – Boa Viagem
- Paróquia Nossa Senhora do Carmo (Lagoa do Mato) – Itatira
- Paróquia Menino Deus – Itatira

## Instituições ligadas à diocese
As instituições são ferramentas, estruturas que possibilitam a oferta de serviços no que diz respeito ao campo social, seja ele na área da educação, saúde, espiritualidade entre outros. As instituições influem diretamente na vida social dos beneficiados a partir dos serviços oferecidos pelas mesmas. Analisando esta realidade e necessidade da atuação destas estruturas a Diocese de Quixadá conta com algumas instituições que prestam os mais diversos serviços tais como : Comunicação, prestação de saúde, educação, espiritualidade entre outros.
- Seminário Diocesano Nossa Senhora Imaculada Rainha do Sertão (Antigo Centro Vocacional Pio XII)[7][8]
- Santuário Nossa Senhora Imaculada Rainha do Sertão[9]
- Centro Universitário Católica de Quixadá[10]
- Escola Rainha da Paz
- Hospital Maternidade Jesus, Maria e José[2]
- Rádio Cultura de Quixadá
- Colégio Nossa Senhora do Rosário
- Colégio Valdemar Alcântara
- Remando da Paz